# Dysmicoccus pietroi
Dysmicoccus pietroi är en insektsart som beskrevs av Marotta 1992. Dysmicoccus pietroi ingår i släktet Dysmicoccus och familjen ullsköldlöss. Inga underarter finns listade i Catalogue of Life.